# East Bay

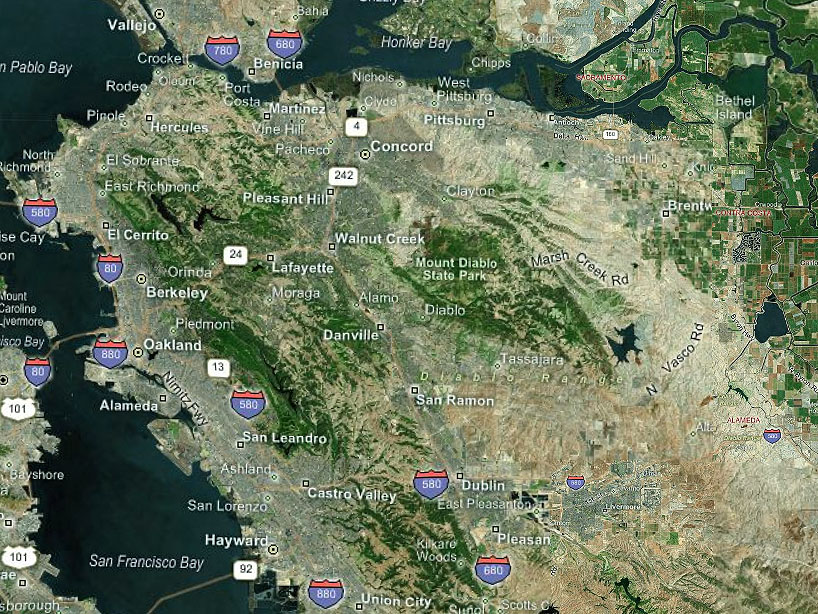
Satellietfoto en kaart van de East Bay.

De East Bay is een veelgebruikte, informele term voor het gebied ten oosten van de Baai van San Francisco, in de San Francisco Bay Area van Californië. Hoewel de term oorspronkelijk alleen van toepassing was op de steden langs de noordoostkust van de baai en langs de zuidoostkust van San Pablo Bay, rekent men er nu de volledige county's Contra Costa en Alameda onder, en soms zelfs nog meer. Er kan dus een onderscheid gemaakt worden tussen de Inner East Bay, dat langs de waterkant ligt, en de Outer East Bay, dat de valleien verder landinwaarts omvat.
De grootste stad in de regio East Bay is Oakland. Het is ook het hart van het lokale vervoersnetwerk. Andere belangrijke steden zijn Hayward, Fremont, Berkeley en Richmond. Het intellectuele centrum is de gerenommeerde Universiteit van Californië - Berkeley, tevens de grootste werkgever van de East Bay.
In het zuiden grenst East Bay aan de regio South Bay en in het noorden aan de San Pablo Bay. De Straat van Carquinez scheidt de East Bay van Solano County in de regio North Bay.